# Honda SS 50

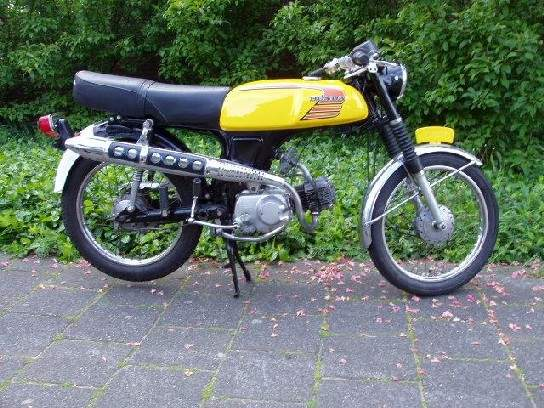
Honda SS 50

De Honda SS 50 is een van de bekendere bromfietsmodellen van Honda. Samen met de Honda c50 en de Honda CD 50 is de Honda SS 50 het bekendste model viertaktbrommer. De Honda SS 50 is een herenbrommer (ook wel buikschuiver genoemd) met voetschakeling en handbediende koppeling. De bekendheid danken deze bromfietsen aan het werkingsprincipe van de motor: in tegenstelling tot het merendeel van de bromfietsen die in Nederland verkocht zijn, heeft de Honda SS 50 geen tweetakt-, maar een viertaktmotor. Niet-kenners en a-technici kunnen een viertakt-(bromfiets)motor goed herkennen aan het geluid: het hoge, snerpende tweetaktgeluid is niet waarneembaar. Een Honda viertaktbromfiets produceert (met een standaard uitlaat) een zacht, brommend geluid. Dit is een gevolg van de gestuurde aanvoer van het benzine / luchtmengsel en de eveneens gestuurde afvoer van uitlaatgassen. Het sturen van de aan- en afvoer geschiedt door een mechanisme van een nokkenas die de inlaat- en uitlaatklep bedient. Ook, in tegenstelling tot een tweetaktmotor, wordt deze niet gesmeerd door aan benzine toegevoegde olie (mengsmering). Er is dus geen waarneembare blauwe walm en geur van verbrande olie.
Als er een nadeel toegeschreven moet worden aan het viertaktprincipe, dan is het wel dat een viertaktmotor meer onderdelen heeft dan een tweetaktmotor. Er zijn derhalve meer onderdelen die stuk kunnen gaan, dan wel meer interne wrijving produceren.
De praktijk leert echter dat de Honda motorblokken uiterst betrouwbaar zijn. Daardoor wegen de - eventuele - nadelen niet op tegen de voordelen: Een viertaktmotor benut de verbrandingsenergie veel beter waardoor het rendement veel hoger ligt. Het gevolg: lager brandstofverbruik, geen z.g. spoelverliezen, minder warmte-ontwikkeling, hoger koppel, minder lawaai.
In Nederland werd de SS 50 (volledig SS 50 Z (ZE) K3) van 1973 tot 1978 geleverd.
Vanwege de Nederlandse wetgeving waren trappers verplicht (want bromFIETS) en was er een trapinstallatie aangebracht. Hiermee kon de eigenaar bij gebrek aan benzine de brommer al trappend (als op een fiets) voortbewegen. In de praktijk werd de trapinstallatie regelmatig verwijderd. Andere typische Nederlandse kenmerken: Het 30 centimeter lange wit gelakte stuk achterspatbord, de fietsbel en de op 40 kilometer per uur (mechanisch) begrensde topsnelheid.
De SS 50 werd in 1979 opgevolgd door de MB 50. De belangrijkste concurrenten van de SS 50 waren Yamaha's iets goedkopere FS-I en FS-II.